# Oligoryzomys nigripes
Oligoryzomys nigripes és una espècie de mamífer rosegador de la família dels cricètids pròpia de Sud-amèrica. Viu a l'Argentina, el Brasil, el Paraguai i l'Uruguai. Es tracta d'una espècie gran i d'orelles llargues.
El seu cariotip és 2n = 62, NFa = 78-82.